# Marguerite Patten
Hilda Elsie Marguerite Patten, CBE (nacida Brown; 4 de noviembre de 1915 - 4 de junio de 2015), fue una economista doméstica, escritora de cocina y locutora británica. Fue una de las primeras chefs celebridad (un término que al principio le desagradaba) que se hizo conocida durante la Segunda Guerra Mundial gracias a su programa en la BBC Radio, donde compartía recetas que podían funcionar dentro de los límites impuestos por el racionamiento de guerra. Después de la guerra, fue responsable de popularizar el uso de las ollas a presión y sus 170 libros publicados han vendido más de 17 millones de copias.

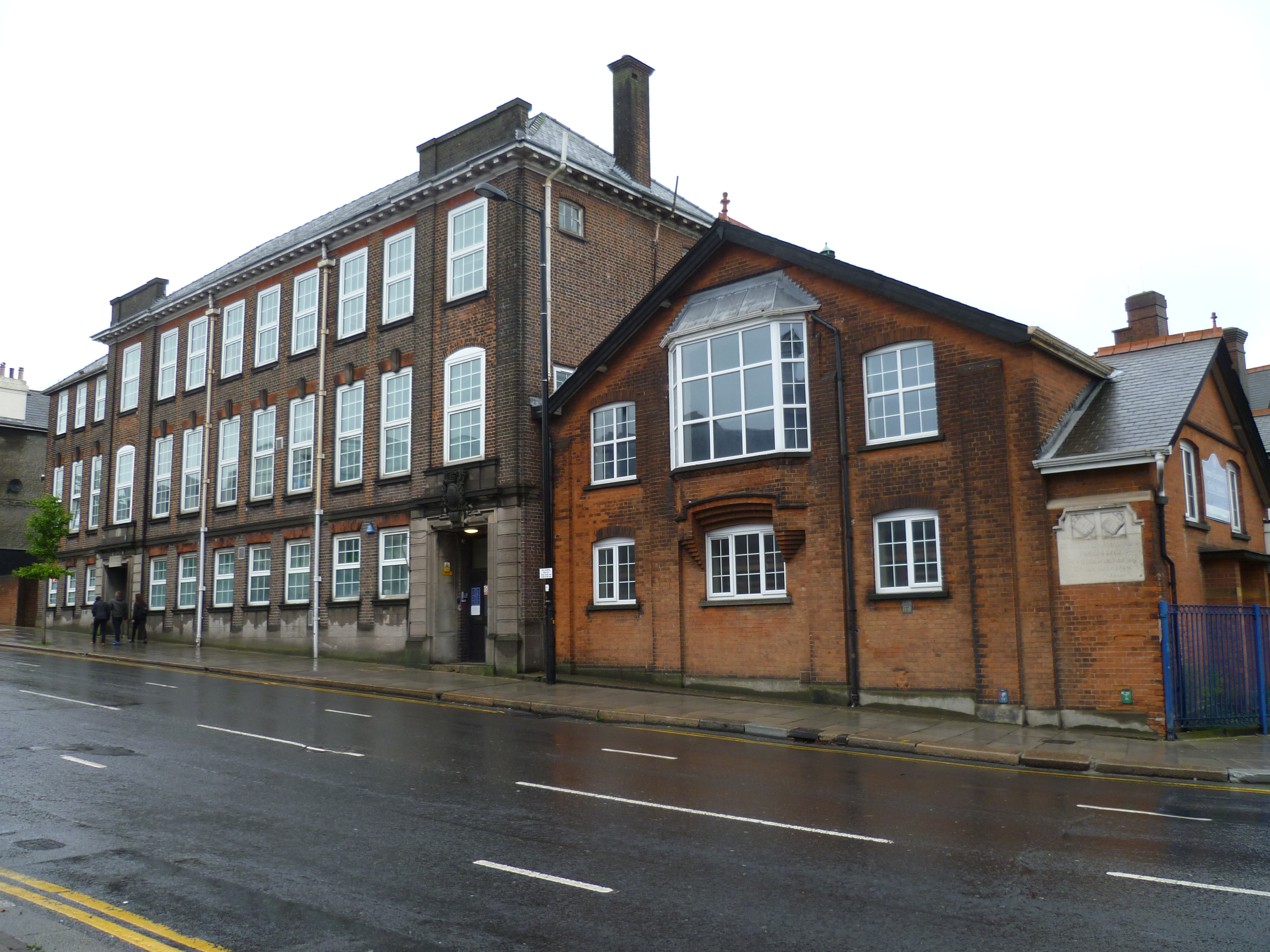
Escuela de niñas de la reina Isabel

## Primeros años y carrera
Nacida en Bath, Somerset, fue criada en Barnet, Hertfordshire, donde ganó una beca para la Escuela de niñas de la reina Isabel Patten tenía 12 años cuando comenzó a cocinar para su madre y sus hermanos menores después de que su padre, que era impresor, muriera, y su madre tuviera que volver a trabajar como maestra. Aunque no era la cocinera principal de la familia, se interesó en la cocina desde esa edad en adelante. Después de dejar la escuela, trabajó como actriz en el teatro de repertorio durante nueve meses y luego como economista doméstica senior para Frigidaire, promoviendo los beneficios del refrigerador.

## Segunda Guerra Mundial
Durante la Segunda Guerra Mundial, trabajó para el Ministerio de Alimentos sugiriendo recetas nutritivas e ingeniosas utilizando los alimentos racionados disponibles. Transmitió sus ideas y consejos a la nación en un programa de radio de la BBC llamado The Kitchen Front. Cuando la guerra terminó, demostró electrodomésticos de cocina para Harrods, incluida la olla a presión que su trabajo popularizó en el Reino Unido.

## Televisión y Radio
A raíz de sus apariciones durante la guerra, apareció en muchos programas de radio de la BBC, incluyendo Woman's Hour desde 1946 hasta la década de 2000.
Los programas de televisión en los que apareció regularmente incluían el primer programa de revista de televisión del Reino Unido Designed for Women (1947 - 1960) y Cookery Club (1956 - 1961). Fue una de las primeras 'chefs celebridad' de la televisión, una descripción con la que no estaba de acuerdo, diciendo "¡No lo soy! Hasta el día de mi muerte seré una economista doméstica", presentando su primer programa de cocina en la televisión en la BBC en 1947. Sin embargo, Patten pareció haber relajado esta postura más tarde en su vida, describiéndose a sí misma como "la primera cocinera de televisión en Gran Bretaña".
Apareció en televisión unos ocho años antes que Fanny Cradock, a quien no le gustaba y llamaba "matona", pero cuya habilidad para cocinar apreciaba. Patten realizó demostraciones de cocina, una vez recorriendo el mundo, y también apareciendo en el London Palladium en 12 ocasiones.

## Libros
Patten escribió muchos libros de cocina superventas. En 1961, en un momento en que los libros de cocina se ilustraban principalmente en blanco y negro, su editor Paul Hamlyn produjo un libro de lujo, Cookery In Colour, que resultó influyente en publicaciones posteriores. Para 1969, The Everyday Cook Book in Colour había vendido más de un millón de copias. Desde entonces, ha vendido 17 millones de copias de sus 170 libros.

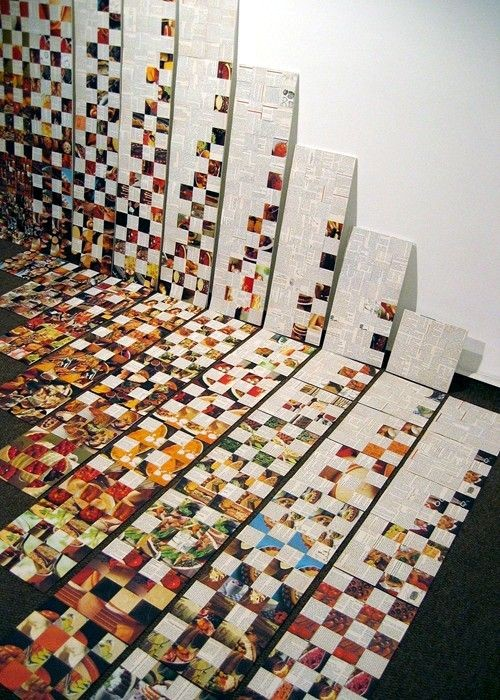
Instalación artística 'Menús equilibrados para la belleza usando la batidora del artista británico Martin Slidel, un tejido de papel de la obra parcial de Marguerite Patten de 1972.

Patten continuó contribuyendo a programas de alimentos en TV y radio hasta sus últimos años, después de un breve retiro en sus setenta. Su enfoque en la instrucción culinaria incluía enseñar el conocimiento y las habilidades esenciales necesarias en la cocina. Sus consejos y libros fueron fundamentales para mejorar la calidad de la cocina británica en los años posteriores a la guerra, cuando el racionamiento hacía imposible preparar platos más exóticos. Ha influido en otros cocineros conocidos como Nigel Slater y Gary Rhodes, quien la llamó uno de sus dos héroes culinarios. Su trabajo de 1972 'Perfect Cooking' se convirtió en una instalación de arte, un tejido de papel, por el artista y autor británico Martin Slidel, y se exhibió en The Paper Factory, Londres (Reino Unido), en 2006.

## Honores
Fue nombrada Oficial de la Orden del Imperio Británico (OBE) en los Birthday Honours de 1991 por "sus servicios al Arte de la Cocina" y Comandante de la Orden del Imperio Británico (CBE) en los Birthday Honours de 2010. En 2007, recibió el premio Lifetime Achievement Award de Woman of the Year. Fue el tema de This Is Your Life en el año 2000 cuando fue sorprendida por Michael Aspel durante el Food Show en el NEC de Birmingham.
Sus libros Cookery in Colour e International Cookery in Colour fueron presentados en el canal del YouTuber "The Infinite Review".

## Muerte
La muerte de Patten se anunció el 10 de junio de 2015. Falleció el jueves 4 de junio a los 99 años, "de una enfermedad soportada estoicamente" según su familia. Había sufrido un derrame cerebral en junio de 2011 que le había robado el habla, y hacia el final de su vida, ya no podía mantenerse en pie, lo que le impedía cocinar.